# Dimitris Limnios
Dimitris Limnios (em grego: Δημήτριος Λημνιός; Volos, 27 de maio de 1998) é um futebolista grego que atua como atacante. Atualmente defende o Fortuna Sittard, emprestado pelo Panathinaikos.

## Carreira

### Atromitos
Dimitris Limnios se profissionalizou no Atromitos, em 2014.

### PAOK
Dimitris Limnios, em agosto de 2017 se transferiu ao PAOK.

## Títulos
PAOK
- Copa da Grécia: 2017–18